# Bjeliševac
Bjeliševac – wieś w Chorwacji, w żupanii pożedzko-slawońskiej, w mieście Kutjevo. W 2011 roku liczyła 112 mieszkańców.